# كين سترينجفيلو
كين سترينجفيلو (بالإنجليزية: Ken Stringfellow)‏ هو عازف قيثارة وموسيقي أمريكي، ولد في 30 أكتوبر 1968 في هوليوود في الولايات المتحدة.

## وصلات خارجية
- الموقع الرسمي
- كين سترينجفيلو على موقع IMDb (الإنجليزية)
- كين سترينجفيلو على موقع ميوزك برينز (الإنجليزية)
- كين سترينجفيلو على موقع أول ميوزيك (الإنجليزية)
- كين سترينجفيلو على موقع أول ميوزيك (الإنجليزية)
- كين سترينجفيلو على موقع ديسكوغز (الإنجليزية)
- كين سترينجفيلو على موقع ديسكوغز (الإنجليزية)